# Damasippoides albomarginatus
Damasippoides albomarginatus är en insektsart som beskrevs av Ludwig Redtenbacher 1906. Damasippoides albomarginatus ingår i släktet Damasippoides och familjen Damasippoididae. Inga underarter finns listade i Catalogue of Life.